# 2129 Cosicosi
2129 Cosicosi este un asteroid din centura principală, descoperit pe 27 septembrie 1973 de Paul Wild.